# Raimundo Quintal
José Raimundo Gomes Quintal (Funchal, Madeira, 1954) é um geógrafo e botânico português.

## Biografia
Nasceu no Funchal em 1954. É licenciado e doutorado em Geografia pela Universidade de Lisboa.
Foi professor de Geografia nas escolas secundárias Jaime Moniz e Francisco Franco, no Funchal, de 1974 a 1994.
Enquanto candidato independente pela lista do PPD/PSD à Câmara Municipal do Funchal em 1993, encabeçada por Virgílio Pereira, foi eleito vereador. Entre janeiro de 1994 e janeiro de 2002, deteve o pelouro do Ambiente, Educação e Ciência naquela câmara, que foi presidida durante a maior parte desse período por Miguel Albuquerque. Na vereação, foi responsável pela criação do Parque Ecológico do Funchal logo em 1994.
É sócio fundador e, desde 2002, presidente da Associação dos Amigos do Parque Ecológico do Funchal, que tem como missão reflorestar e recuperar a biodiversidade da flora no maciço montanhoso do Pico do Areeiro, ilha da Madeira.
É investigador no Centro de Estudos Geográficos do Instituto de Geografia e Ordenamento do Território, na Universidade de Lisboa.

## Obra
É autor de várias publicações nas áreas da ecologia, biogeografia e educação ambiental, assim como realizador de documentários sobre património natural e cultural.

### Literatura
Alguns dos títulos publicados: 
- Árvores dos Açores: Ilha de São Miguel / Trees of the Azores: São Miguel Island (2020), com Teófilo Braga
- Jardim botânico José do Canto, 100 árvores / José do Canto botanical garden, 100 trees (2018), com Teófilo Braga e trad. de Virgílio Silva
- Um olhar sobre as obras e providências de Reinaldo Oudinot (2018), com João Baptista Pereira Silva, Danilo Matos e Rui Carita
- Texto, fotografia e tradução de Flora: Jardim da Fundação Calouste Gulbenkian / Flora: Calouste Gulbenkian Foundation's Garden (2014), com fotog. de António Graça e trad. de Onoma e Virgílio Silva
- Baía do Funchal: dinâmicas naturais e antrópicas (2013), com Nancy Policarpo
- Guia dos jardins do Funchal (2008), com coord. de Francisco Faria Paulino
- Madeira: the discovery of the island by car and on foot (2005), com ilust. de Elisabete Henriques e trad. de Andrew Blandy e Duarte Câmara
- Estudo fitogeográfico dos jardins, parques e quintas do Concelho do Funchal (2007), com orient. de Maria Eugénia Albergaria Moreira
- Quintas, parques e jardins do Funchal: estudo fitogeográfico (2007)
- Madeira: a descoberta da ilha de carro e a pé (2003)
- Parques e Jardins do Funchal (2001), com Margarida Pitta Groz
- Coordenação de Roteiro ambiental do Funchal (2001), 2.ᵃ ed.
- Do Monte ao Bom Sucesso – no corredor verde da Ribeira de João Gomes (2000), com outros
- O problema do lixo no concelho do Funchal (1999)
- As Plantas (1998)
- Coordenação de Roteiro Ambiental do Funchal (1998)
- Laurissilva: a floresta da Madeira (1996), 2.ᵃ ed.
- Levadas e veredas da Madeira (1994)
- Comentário em Descobrimento da Ilha da Madeira e discurso da vida e feitos dos capitães da dita ilha (1989), de Jerónimo Dias Leite, com coment. de Cristina Trindade e Rui Carita e coord. e org. de Luís Eduardo Nicolau
- Laurissilva: a floresta da Madeira (1989)
- Madeira: da floresta primitiva ao jardim botânico actual (1989), com Celso Caires
- Os jardins da Quinta do Palheiro Ferreiro (1986)
- Ilha da Madeira: esboço de geografia física (1985), com Maria José Vieira

### Televisão
Realizou e apresentou as seguintes séries documentais para a RTP Madeira:
- Plantas com Histórias (2007)
- Levadas da Madeira (1991)
- Jardins do Funchal

## Prémios
- Prémio Quercus 2012, distinção atribuída a personalidades que se evidenciam de forma relevante na área do ambiente [4]
- "Figura do Futuro na área do Ambiente", eleito pelos leitores do Correio da Manhã, 2009

## Ligações Externas
- RTP Madeira | Levadas da Madeira
- RTP | Visita Guiada: Raimundo Quintal fala sobre as Levadas da Ilha da Madeira